# Asoka Mehta
Asoka (Ashoka) Mehta (Hindi अशोक मेहता; * 24. Oktober 1911 in Bhavnagar, Fürstenstaat Bhavnagar, Britisch-Indien; † 10. Dezember 1984 in Neu-Delhi) war ein indischer Politiker der Congress Socialist Party (CSP), der Sozialistischen Partei Indiens (SPI), der Volkssozialistischen Partei (PSP) sowie des Indischen Nationalkongresses (INC), der unter anderem zwischen 1966 und 1968 verschiedene Ministerämter bekleidete und während des Ausnahmezustandes zwischen 1975 und 1977 festgenommen wurde.

## Leben

### Engagement im Unabhängigkeitskampf Gandhis und Inhaftierungen
Asoka Mehta, Sohn von Ranjitram Mehta, absolvierte nach dem Besuch des 1832 gegründeten Wilson College in Bombay ein grundständiges Studium an der University of Bombay, das er mit einem Bachelor of Arts (B.A.) abschloss. Ein darauf folgendes postgraduales Studium an der dortigen Wirtschaftswissenschaftlichen Fakultät unterbrach er für sein beginnendes politisches Engagement. Er unterstützte die von Mohandas Karamchand Gandhi propagierte Swadeshi-Kampagne zur ausschließlichen Verwendung inländischer Produkte sowie Gandhis weiteren Kampf für Indiens Unabhängigkeit und wurde wegen seiner Teilnahme an den Aktionen des zivilen Ungehorsams festgenommen und 1932 zu einer zweieinhalbjährigen Freiheitsstrafe verurteilt. Nach seiner Haftentlassung war er 1934 Gründungsmitglied der der Congress Socialist Party (CSP) und gehörte zwischen 1934 und 1948 dessen Nationalen Exekutivkomitee als Mitglied an.
Aufgrund weiterer Aktionen im Rahmen von Gandhis Satyagraha-Aktionen wurde Mehta 1940 abermals zu einer eineinhalbjährigen Freiheitsstrafe verurteilt. Im August 1942 wurde er wegen seiner Beteiligung an der Quit-India-Bewegung erneut festgenommen und befand sich daraufhin drei Jahre lang in Haft.

### Gründung sozialistischer Parteien und Lok-Sabha-Mitglied
Nach der Unabhängigkeit Indiens vom Vereinigten Königreich am 15. August 1947 setzte Mehta sein politisches Engagement zunächst in der Congress Socialist Party fort und war zwischen 1947 und 1948 Mitglied des Verwaltungsrates der Hafengesellschaft von Bombay. 1948 gründete er gemeinsam mit Jayaprakash Narayan, Acharya Narendra Dev, M. R. „Minoo“ Masani, Achyut Patwardhan und Ram Manohar Lohia die Sozialistische Partei Indiens (SPI) und wurde 1950 deren Generalsekretär. Zugleich gründete er 1949 die Gewerkschaft Hind Mazdoor Sabha und wurde ebenfalls deren Generalsekretär. Als solcher wurde er 1940 Mitglied des Ausschusses für faire Löhne, 1950 des Ausschusses für die Verteilung von Profiten sowie 1952 Mitglied des Arbeitsausschusses für die Baumwolltextilindustrie.
Am 1. Juni 1952, einige Monate nach der ersten Wahl zur Lok Sabha und nach einigen Treffen zwischen Jivatram Kripalani, Jayaprakash Narayan und Asoka Mehta wurde eine gemeinsame Erklärung bekanntgegeben, in der als Ziel die Bildung einer einheitlichen parlamentarischen Partei aus der bisherigen Sozialistischen Partei und der Kisan Mazdoor Praja Party (KMPP) proklamiert wurde. Das gemeinsame Programm forderte eine egalitäre sozialistische Ordnung, die Verstaatlichung von Schlüsselindustrien, ein Bürgerrechtsprogramm und das Prinzip des Swadeshi, d. h. der wirtschaftlichen Autarkie und Selbstgenügsamkeit. Ein Gründungsparteitag mit Delegierten aus beiden Parteien fand am 26./27. September 1952 in Bombay statt. Die neue Partei erhielt den Namen Volkssozialistische Partei (PSP). Mehta fungierte anschließend von 1952 bis 1953 als Generalsekretär der PSP.
Bei einer Nachwahl wurde Mehta 1954 erstmals zum Mitglied der Lok Sabha gewählt, des Unterhauses des indischen Parlaments (Bhāratīya saṃsa), und vertrat in dieser nach seiner Wiederwahl bei der Wahl zwischen dem 24. Februar und dem 15. März 1957 bis zur Wahl vom 19. bis 25. Februar 1962 den Wahlkreis Bhandara. Während seiner Parlamentszugehörigkeit fungierte er als stellvertretender Vorsitzender der PSP-Fraktion in der Lok Sabha und war zudem zwischen Juni 1959 und Juni 1963 Vorsitzender der PSP.

### Wechsel zum INC, Minister und Rajya-Sabha-Mitglied
Nachdem Mehta im Juni 1963 aus der PSP ausgetreten war, wurde er Mitglied des Indischen Nationalkongresses (INC) und fungierte zwischen September und Dezember 1963 als Vertreter Indiens in der Generalversammlung der Vereinten Nationen. Im Dezember 1963 wurde er Vize-Vorsitzender der Planungskommission und war in der Folgezeit in dieser Funktion Leiter der Delegation der Plankommission bei einem Besuch in der Sowjetunion (Mai 1965).
Am 24. Januar 1966 wurde Asoka Mehta im ersten Kabinett von Premierministerin Indira Gandhi zum Planungsminister berufen und bekleidete dieses Amt bis zum 5. September 1967, woraufhin Indira Gandhi dieses Amt selbst übernahm. Im Februar 1966 übernahm er zusätzlich den Posten als Minister für soziale Wohlfahrt und übte dieses Amt bis zum 23. August 1968 aus. Am 3. April 1966 wurde er Mitglied der Rajya Sabha, des Oberhauses des Parlaments, und vertrat in diesem bis zum 26. Februar 1967 die Interessen des Bundesstaates Maharashtra. Als Planungsminister war er zudem Leiter von Delegationen bei Besuchen in den USA (April bis Mai 1966) sowie erneut in der Sowjetunion (Juni bis Juli 1966). Am 13. März 1967 wurde er des Weiteren auch Minister für Erdöl und Chemikalien und behielt dieses Ministeramt bis zum 23. August 1968.
1967 fungierte er ferner als Vorsitzender einer Kommission, die sich mit den Konflikten im Bundesstaat Assam bestand. wies eine außerordentliche ethnische Heterogenität auf. Die Assamesen im engeren Sinne, die die relativ dicht besiedelte Brahmaputra-Ebene bevölkerten (plains people), machten nur etwa 60 Prozent der Gesamtbevölkerung aus. Hinzu kamen eine bengalischsprachige Minderheit und zahlreiche kleine, größtenteils tibeto-birmanische Völker in den Bergregionen (hills people) bzw. den Stammesgebieten. Die Väter der 1950 in Kraft getretenen indischen Verfassung trugen dem Rechnung, indem sie den Stammesgebieten Sonderrechte und eine begrenzte Selbstverwaltung zubilligten. Der Streit um die Staatssprache Assams wurde insbesondere von der 1960 gegründeten All Party Hill Leaders’ Conference (APHLC) geführt. Der APHLC verstärkte seine öffentliche Agitation. Die Frage polarisierte die indische Parteienlandschaft. In Opposition zur Kongresspartei stehende Parteien, wie Swatantra und Dravida Munnetra Kazhagam ergriffen Partei für die Standpunkte der APHLC. Am 11. September 1968 erklärte die indische Regierung unter Premierministerin Indira Gandhi ihre Absicht, einen separaten Hill state aus den Stammesgebieten Assams zu schaffen. Der Geograph S. P. Chatterjee schlug den Namen Meghalaya für den neuen Staat vor.

### Wiederwahl in die Lok Sabha und Inhaftierung zwischen 1975 und 1977

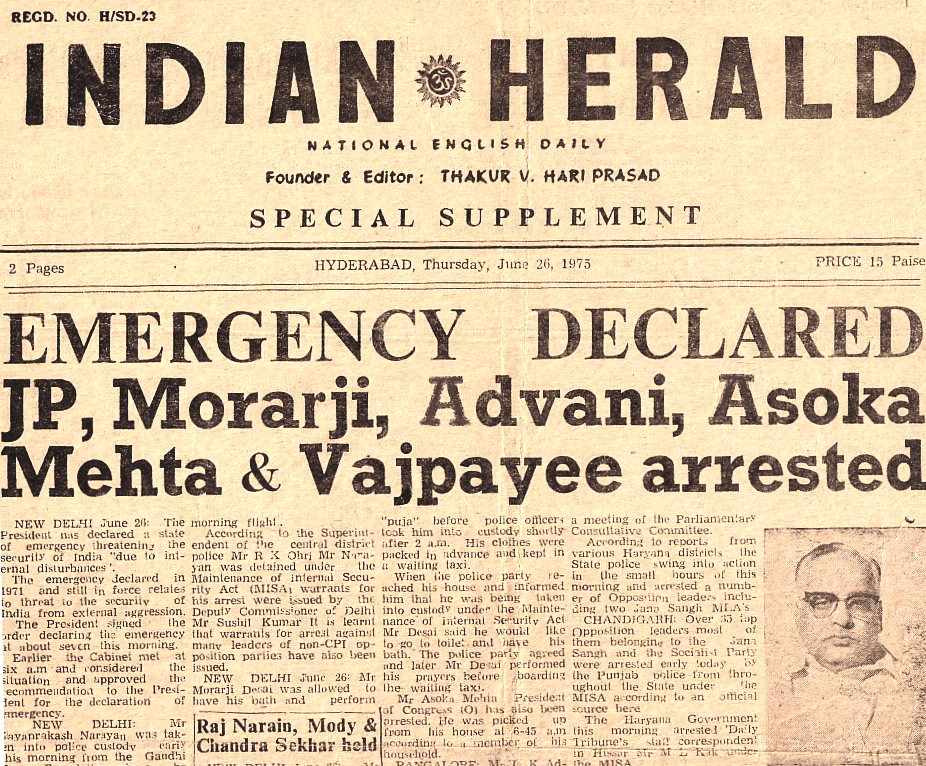
Titelseite des Indian Herald vom 26. Juni 1975 mit der Nachricht über die Verhaftung von prominenten Politikern wie Jayaprakash Narayan, Morarji Desai, A. B. Vajpayee, L. K. Advani und Asoka Mehta

Bei der Wahl vom 15. bis 21. Februar 1967 wurde Mehta für den INC wieder zum Mitglied der Lok Sabha gewählt. Nachdem nach einem parteiinternen Streit zwischen Indira Gandhi und dem sogenannten „Syndikat“ um K. Kamaraj, der ehemalige Chief Minister von Madras, Neelam Sanjiva Reddy, Kongressparteiführer und Chief Minister von Andhra Pradesh, S. Nijalingappa, der Chief Minister von Mysore, den ehemaligen Eisenbahnminister S. K. Patil sowie Atulya Ghosh, Führer des Kongresses in Westbengalen, die neue Partei Indian National Congress (Organisation) (INC (O)) gegründet worden war, schloss sich Mehta dieser an. Bei der Wahl vom 1. bis 10. März 1971 wurde er jedoch nicht mehr zum Mitglied der Lok Sabha gewählt.
Seine Gegnerschaft zu Premierministerin Indira Gandhi führte dazu, dass er nach der Verhängung des Ausnahmezustandes am 25. Juni 1975 zusammen mit anderen früheren Spitzenpolitikern wie Jayaprakash Narayan, Morarji Desai, Charan Singh, Jivatram Kripalani, George Fernandes, Atal Bihari Vajpayee, Lal Krishna Advani und vielen Funktionären der Kommunistischen Parteien festgenommen wurde. Nur wenige Politiker aus Indiras Kongresspartei opponierten gegen den Ausnahmezustand, so unter anderen Chandra Shekhar, Ram Dhan, Krishan Kant und Mohan Dharia. Diese wurden ebenfalls in Haft genommen. Er befand sich während des Ausnahmezustandes bis zu seiner Entlassung am 21. März 1977 im Rohtak-Gefängnis in Haryana.
Nach seiner Haftentlassung wurde Mehta von der neuen Regierung unter Premierminister Morarji Desai zum Vorsitzenden des nach ihm benannten Ashok Mehta Committee ernannt. Dieses befasste sich mit der Erarbeitung von Reformvorschlägen für das System der dörflichen Selbstverwaltung (Panchayati Raj) und legte hierzu im August 1978 einen Abschlussbericht mit 132 Reformvorschlägen vor, die zum Teil zu einer Gesetzesänderung in den Bundesstaaten Andhra Pradesh, Karnataka und Westbengalen führte.

## Veröffentlichungen
- Indian Shipping (1940)
- Communal Triangle in India (1942)
- Great Rebellion (1946)
- Who Owns India? (1950)
- Democratic Socialism (1951)
- The Political Mind of India (1952)
- Socialism and Peasantry (1953)
- Politics of Planned Economy (1953)
- Studies in Socialism (1956)